# Meseta de Millevaches
La meseta de Millevaches (en francés Plateau de Millevaches, en occitano Miuvachas), a veces llamada "montaña de Limousin", es una gran meseta granítica francesa situada en la región histórica de Limousin de Nueva Aquitania, de la que es la parte más elevada.
Se extiende sobre una gran parte de la zona nororiental del departamento de Corrèze, también ocupa la parte sur de Creuse y se extiende hasta el extremo sureste del Alto Vienne

## Presentación
Ocupa la parte oriental de las montañas de Limousin y domina las mesetas y montañas de La Marche al norte, la meseta de Courtine y Combrailles al este, el valle del Dordoña y el altiplano de Correze al sur y las más bajas mesetas de Limousin hacia el oeste. Con una altitud total de entre 500 y 900 metros, culmina a 977 m en el monte Bessou. A veces se la llama "la torre de agua de Francia" por sus lagos y turberas y por los numerosos ríos que desembocan en ella, como el Vézère, el Vienne, el Corrèze y el Creuse.
Creado en 2004, el parque natural regional de Millevaches en Limousin abarca toda la meseta y varios territorios vecinos. 

## Geografía

### Delimitación

El cantón de Plateau de Millevaches, en vigor desde 2015 en el norte de Corrèze. La meseta de Millevaches, sin embargo, se extiende a los departamentos vecinos de Creuse y Haute-Vienne.

La meseta de Millevaches no corresponde a ninguna delimitación administrativa, cultural o histórica precisa. Se han propuesto algunas divisiones.
En 2005, la Agencia del Paisaje de Folléa-Gautier y la Dirección Regional de Medio Ambiente (DREAL), en colaboración con la Universidad de Limoges, elaboraron un Atlas de los paisajes de la región del Lemosín. Esta obra, que enumera treinta y dos unidades de paisaje que abarcan toda la región del Lemosín y que se basan principalmente en aspectos geomorfológicos y naturales, define la "meseta de Millevaches" como una entidad de forma rómbica, cuyos ángulos agudos unen Felletin al norte con Egletons al sur, y los obtusos Nedde al oeste con Ussel al este.
La reforma cantonal de 2014 estableció un cantón de Plateau de Millevaches en el norte del departamento de Corrèze, que reúne a 33 municipios en un sentido geográfico bastante amplio pero relativamente conforme a la meseta real en su parte de Correze.

### Topografía y geomorfología

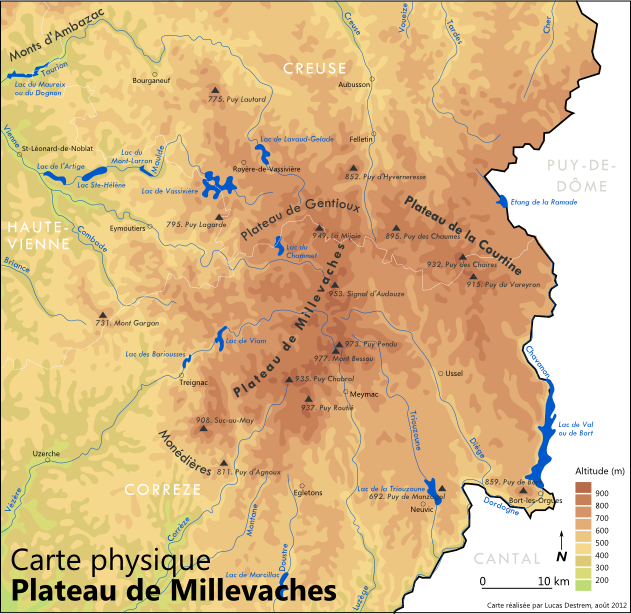
Mapa topográfico de la meseta y sus alrededores.

La forma de la meseta implica una superficie plana u ondulada separada de las zonas vecinas por valles marcados, y cuyos valles interiores tienen pendientes más o menos claras. La zona conocida como la meseta de Millevaches no reúne todas estas características. Así, más que una meseta perfecta, puede presentarse como un "conjunto accidentado y en forma de cuenco".
La meseta de Millevaches es, de hecho, una vasta zona con límites borrosos y un "relieve confuso", un verdadero "mar de colinas boscosas", resultado de una sucesión de valles, colinas e interfluvios planos. A pesar de esta relativa confusión, el patrón de panal aparece como una unidad de paisaje estructurante.
La meseta de Millevaches no tiene montañas muy altas ya que la máxima altitud se alcanza en el monte Bessou ( 977 m ). Junto con la meseta de Courtine y el macizo de Monédières, es una de las tres áreas geográficas de Lemosín que superan los 900 m. Otras montañas alcanzan o superan los 900 metros. Se extienden en cadena de norte a sur, a lo largo de 34 kilómetros, entre Groscher (906 m), en el municipio de Gentioux-Pigerolles, y Freytuvert (908 m), en el municipio de Péret-Bel-Air.

### Hidrografía
Los ríos más importantes son:

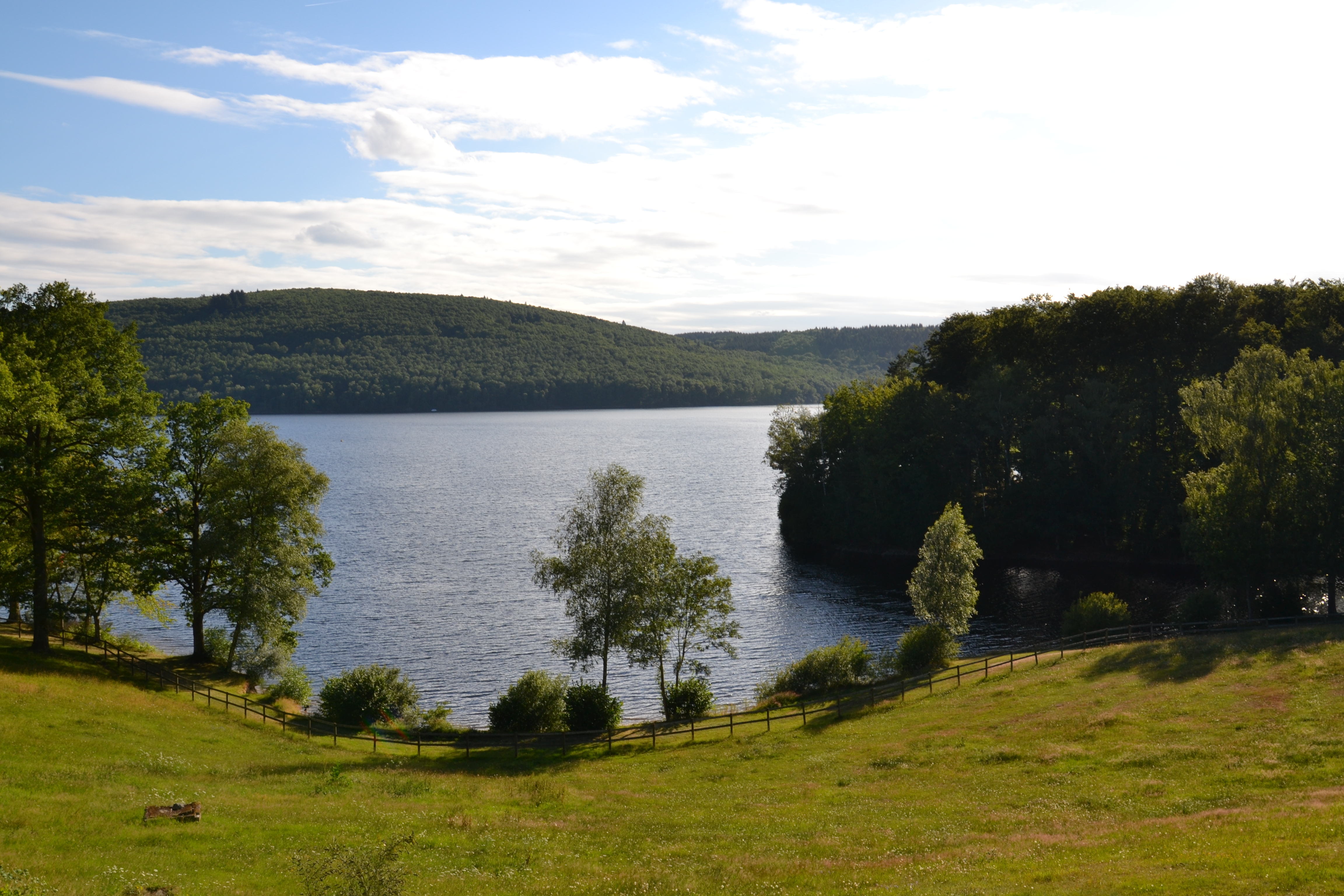
Con sus 9.76 km2, el lago Vassivière es el 15º lago artificial más grande de Francia.

- En la cuenca del Loira: el Vienne y sus afluentes el Creuse, el Taurion y el Maulde.
- En la cuenca del Dordoña: el Vézère y su afluente el Corrèze.

El Vienne que alimenta la central nuclear de Civaux, a unos 180 km de su fuente.
La zona está salpicada de varios estanques artificiales y embalses. El más importante, y el más grande de la región Limousin es el de Vassivière, a caballo entre los departamentos de Creuse y Haute-Vienne, en Maulde .
Los otros lagos principales son el lago de Lavaud-Gelade, en el Thaurion, cerca de Saint-Marc-à-Loubaud en Creuse, que permite abastecer el lago de Vassivière, el lago de Chammet, entre Creuse y Corrèze, el lago de Bariousses en Treignac y la presa de Monceaux, ambos en el Vézère.

### Clima

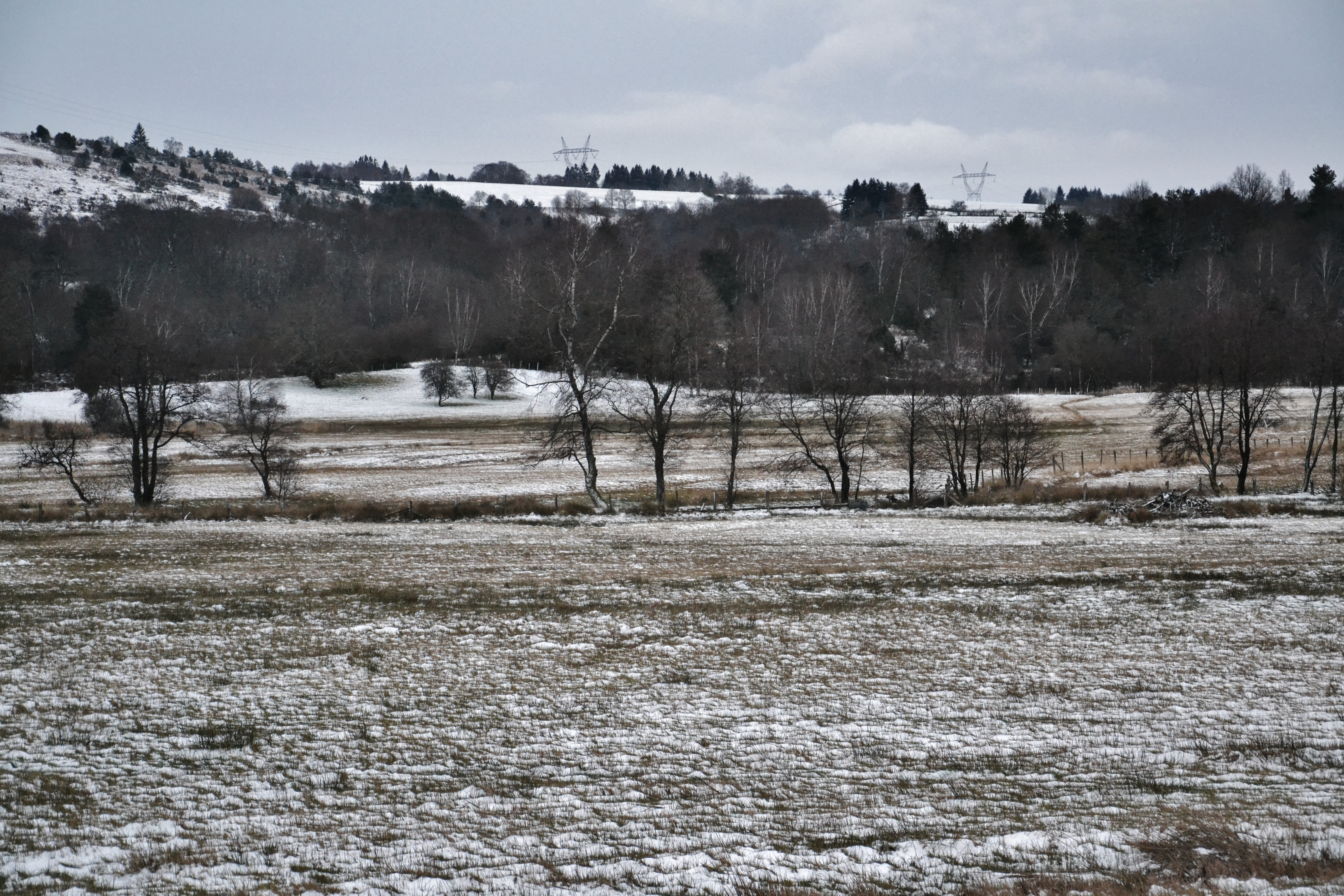
Paisaje nevado cerca de La Nouaille. La meseta de Millevaches es un buen ejemplo de montaña baja con clima oceánico.

El clima de la meseta de Millevaches es frío y húmedo en invierno, con nevadas a menudo intensas y a veces tardías. En verano hace calor, pero pueden producirse rápidamente tormentas. El otoño es colorido y a menudo se ve afectado por el veranillo, que trae una breve pausa de tiempo soleado y muy suave.
Es importante señalar que llueve más en la parte occidental de la meseta de Millevaches (Vassivière), con casi 1.400 mm al año, frente a los 1.000 a 1.100 mm de la parte oriental de la meseta (Crocq).

### Paisajes

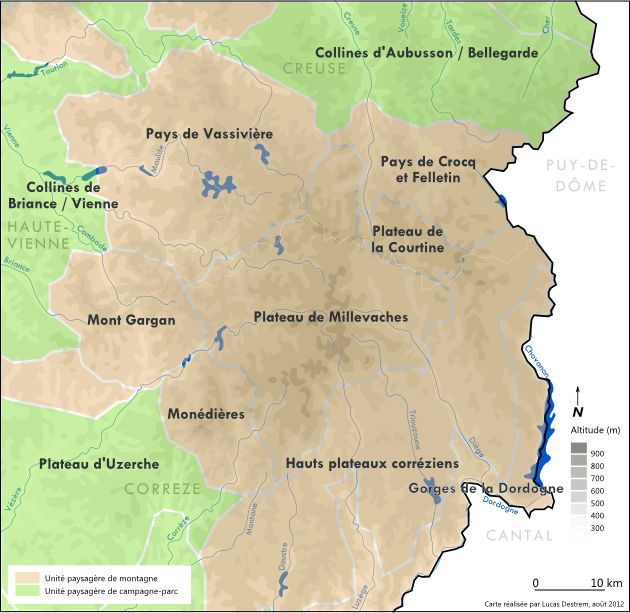
Mapa de las unidades de paisaje de la meseta de Millevaches y zonas aledañas.

El éxodo rural, el declive competitivo de la lana de oveja del Lemosín y, por extensión, la modificación de las prácticas y actividades agrícolas y la presión urbana y turística han contribuido a amplificar una inversión del paisaje desde finales del siglo XIX y durante el siglo XX.
Si antes, las alturas de la meseta presentaban grandes horizontes despejados, amplísimas superficies abiertas y herbáceas, el abandono de estos espacios por parte de la ganadería se hizo en beneficio de la silvicultura y de los eriales, lo que condujo a un cierre de las perspectivas paisajísticas, sinónimo de pérdida de actividad y de cierre social para los autóctonos, mientras que, al mismo tiempo, los espacios inferiores adyacentes a la meseta han perdido parte de su red de bocage, abriéndose para dar paso al paisaje conocido como campagne-parc.
El perfil de la meseta (una confusa sucesión de valles, interfluvios más o menos planos y colinas en torno a la forma de panal) llevó a P. Jousset a decir en 1918 que el horizonte evoca "un remolino de olas petrificadas sobre el que se elevan el monte Audouze, el monte Bessou y las Monédières". En efecto, todos los relieves, ya sean mesetas o macizos, parecen converger hacia este techo del Lemosín. Visualmente, los paisajes contemporáneos de la meseta de Millevaches pueden resumirse como una sucesión de "volúmenes imponentes, pesados y compactos", donde la superficie forestal es la cubierta ultradominante, más aún cerca de los valles, a pesar de los horizontes abiertos ocasionales. El horizonte de la meseta está claramente marcado por los "relieves" creados por estas masas boscosas.
El Atlas del paisaje de Limousin publicado en 2005 por la DREAL y la Universidad de Limoges ofrece una división regional en unidades de paisaje. La meseta de Millevaches, tal y como se trata en este artículo, está dividida casi en su totalidad entre dos de estas unidades, la unidad de la Meseta de Millevaches, que incluye la parte correspondiente a Corrèze de la meseta de Millevaches y la parte oriental de la meseta de Gentioux, y la unidad del País de Vassivière, que incluye la parte occidental de la meseta de Gentioux y las colinas de Maulde y Taurion, el suave extremo norte de la "gran" zona de la meseta de Millevaches.

En general, el paisaje de la región de Vassivière, que se encuentra a menor altitud (entre 500 y 800 metros), es más cerrado que el de la meseta de Millevaches, en Correze: los bosques de coníferas y los terrenos baldíos (retamas, abedules, etc.) están muy presentes.

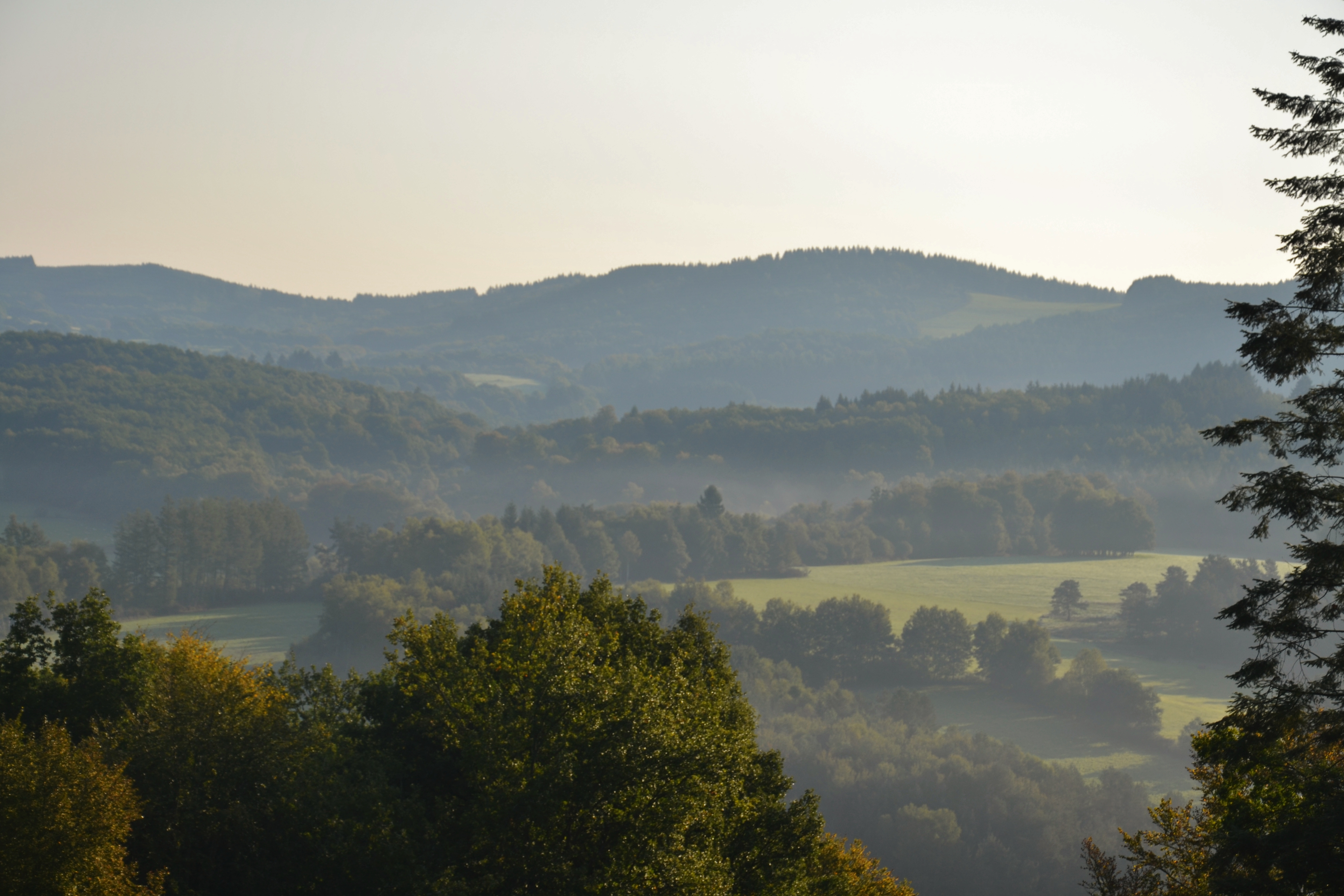
El predominio de la cubierta forestal en las líneas del horizonte de la meseta de Millevaches
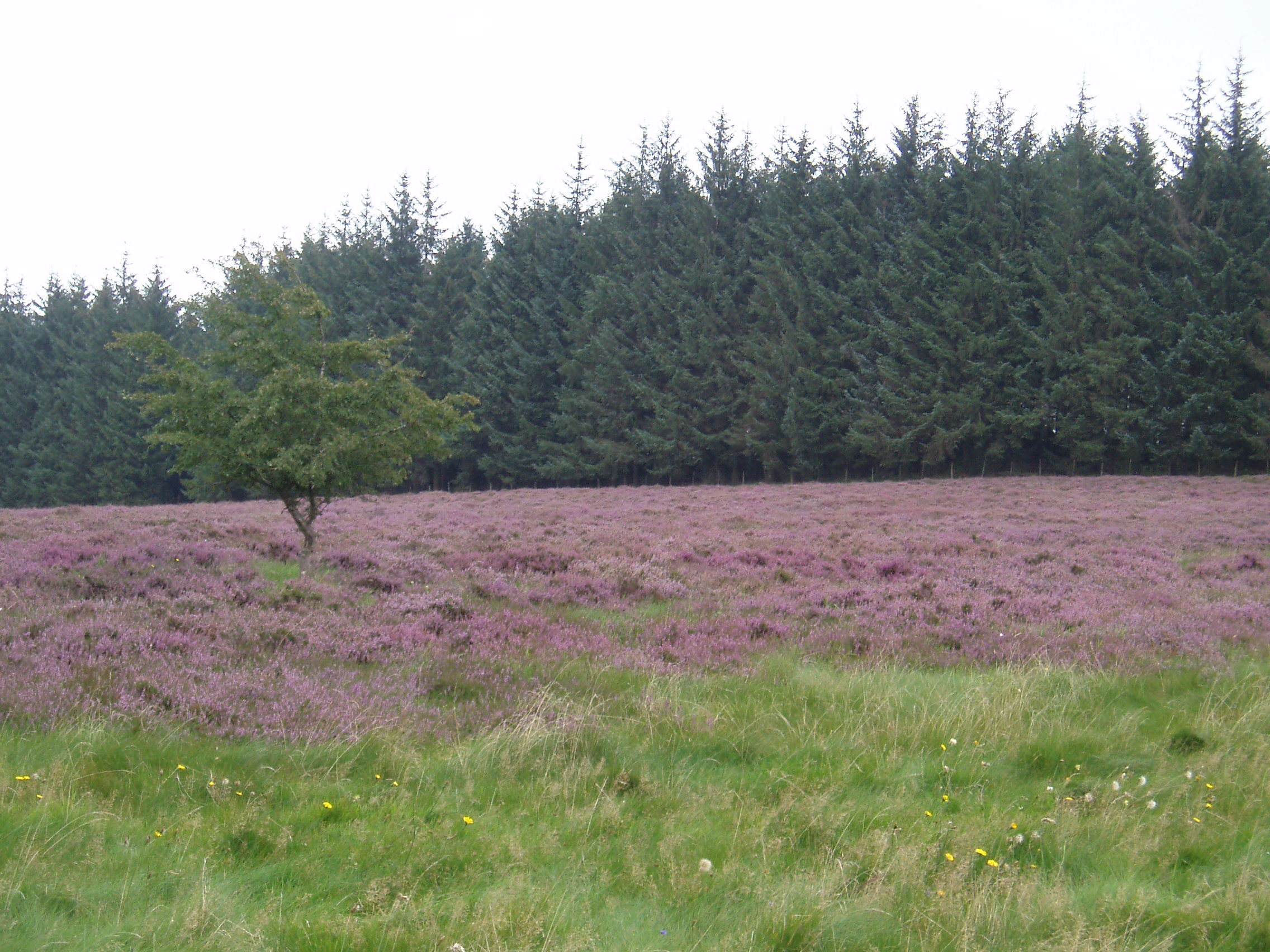
Brezales con brezos en la meseta de Gentioux, con marcada presión forestal y cierre del paisaje
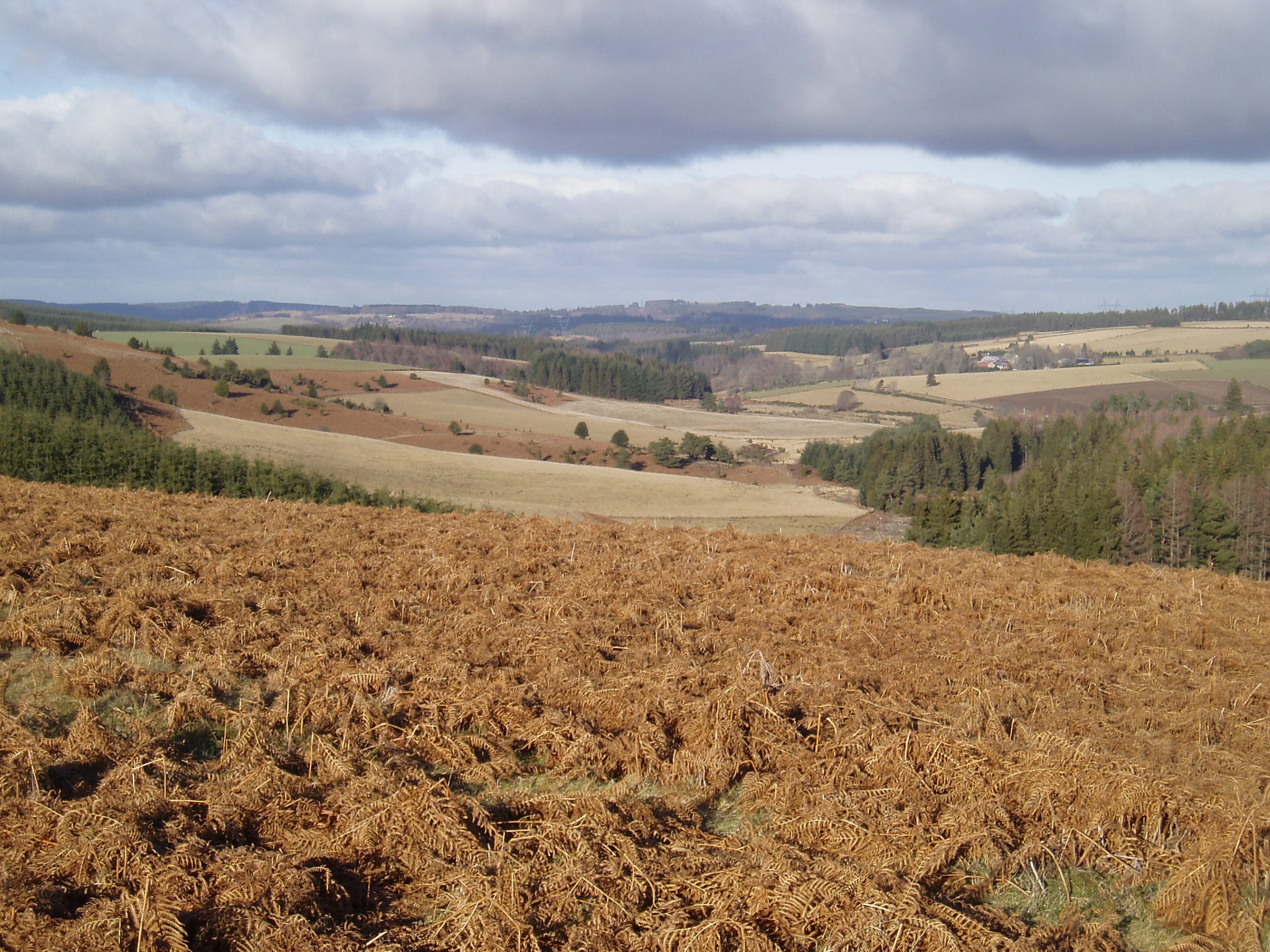
Horizonte relativamente abierto en la meseta de Gentioux : páramos, prados y bosques de coníferas
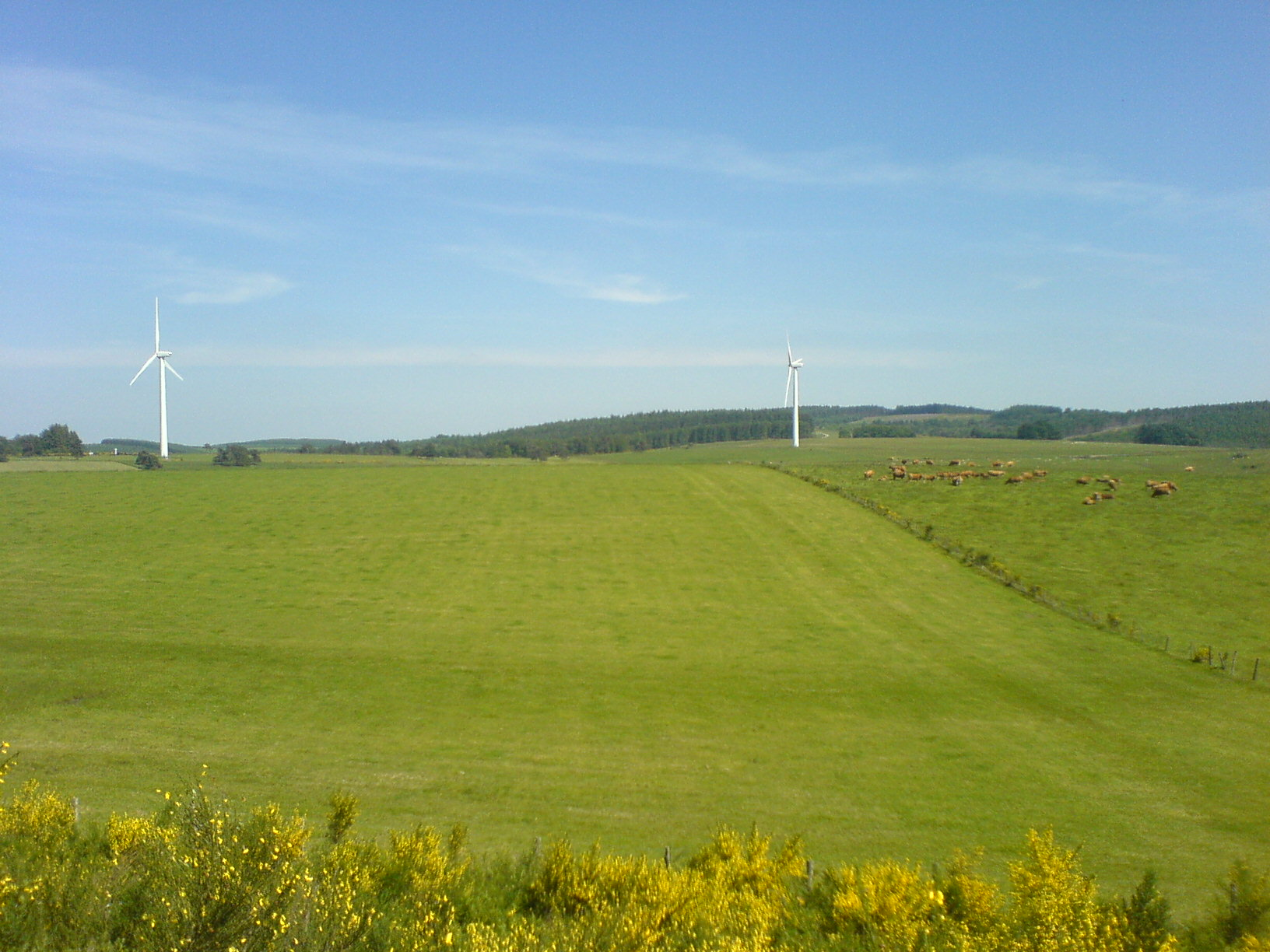
Grandes espacios verdes cerca de Peyrelevade
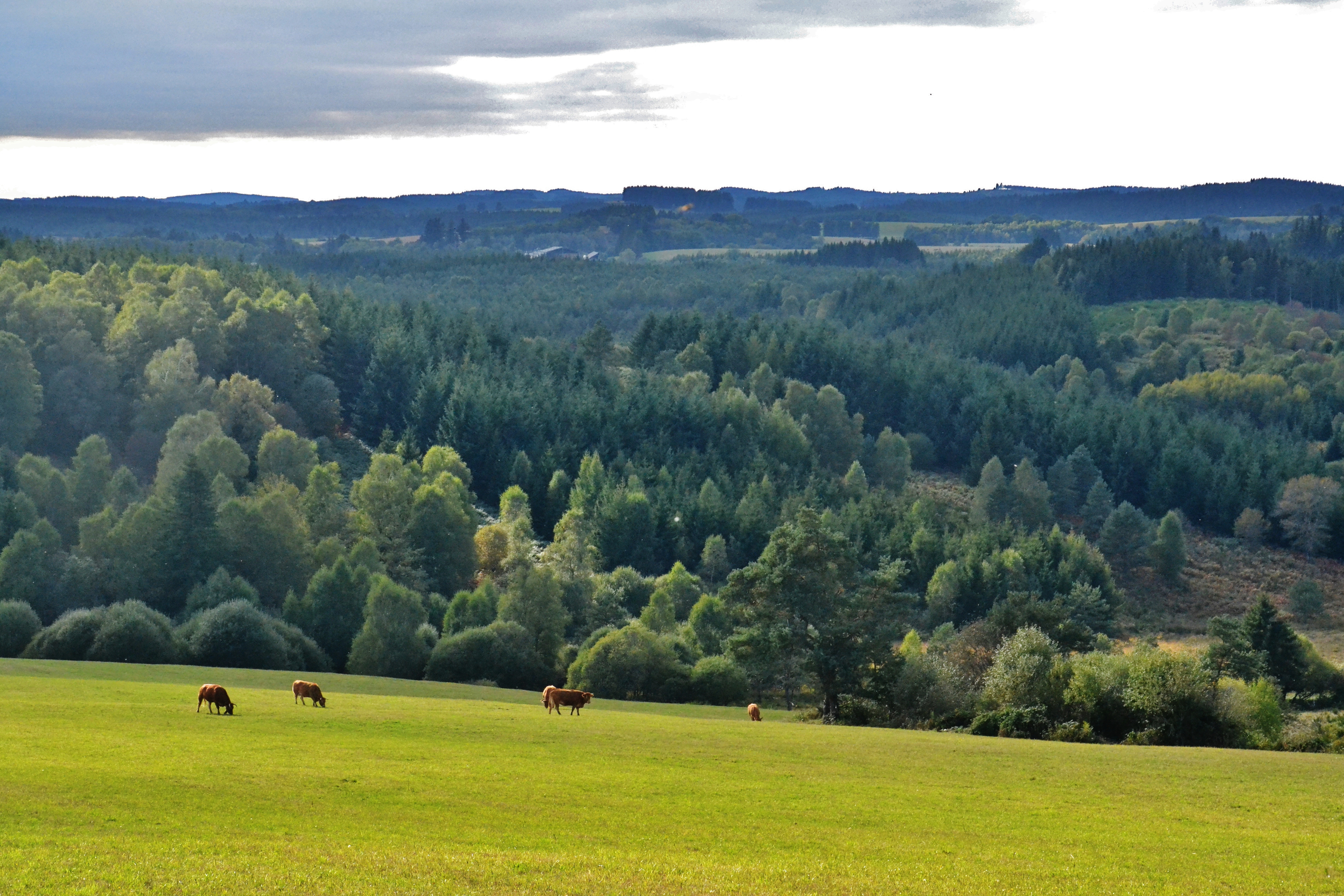
Cobertura forestal cerca de Saint-Setiers

### Demografía

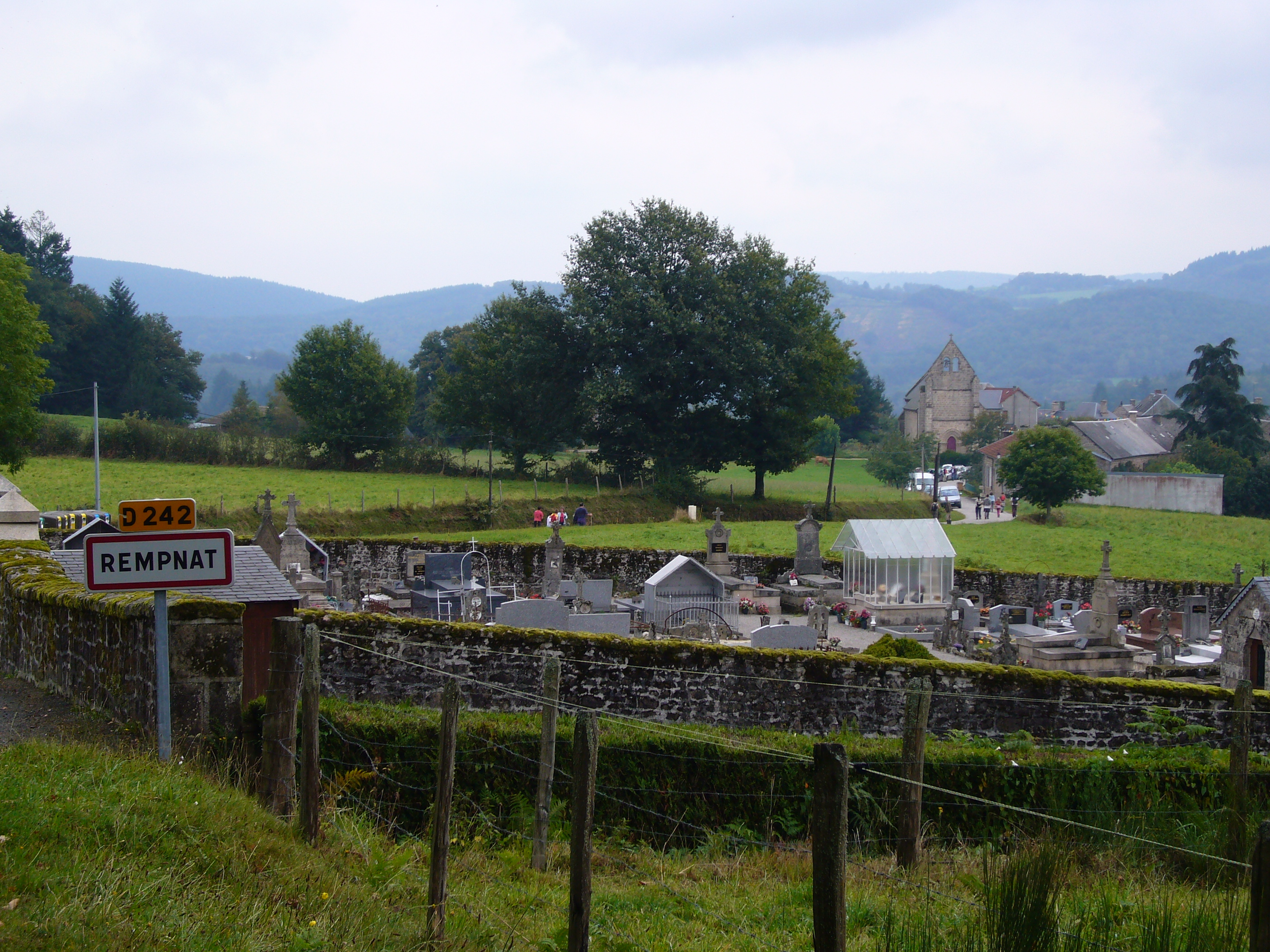
A pesar de un saldo migratorio positivo, la elevadísima tasa de mortalidad, la baja natalidad y el continuo envejecimiento de la población contribuyen a hacer de la meseta de Millevaches un sector con una demografía en declive.

Según la tipología de municipios elaborada y utilizada por el INSEE, el 74% de los municipios de la meseta están calificados como "municipios aislados fuera de la influencia de los centros" (20% a escala nacional), es decir, municipios rurales que no están significativamente influidos por la influencia económica y demográfica de los centros urbanos (Limoges, Tulle, Egletons, Ussel, Aubusson, etc.).
El perfil típico de los municipios de la meseta de Millevaches cumple, por tanto, con los siguientes calificativos: pueblos rurales y aislados.
La tasa de cambio de la población ha sido continuamente negativa desde la década de 1960, aunque esta disminución ha tendido a disminuir desde la década de 1990. El saldo migratorio se mantuvo negativo durante mucho tiempo, justificándose la emigración por la pobreza del altiplano, pero desde la década de 1990 se observa una reversión del fenómeno. La amortiguación del descenso de la tasa de variación global se debe, por tanto, a un renovado atractivo de la población: al igual que Limousin, que ha experimentado un renacimiento demográfico desde la década de 1990 debido a la migración neta, la meseta ha visto invertirse la tendencia del éxodo.

## Patrimonio natural

### Flora

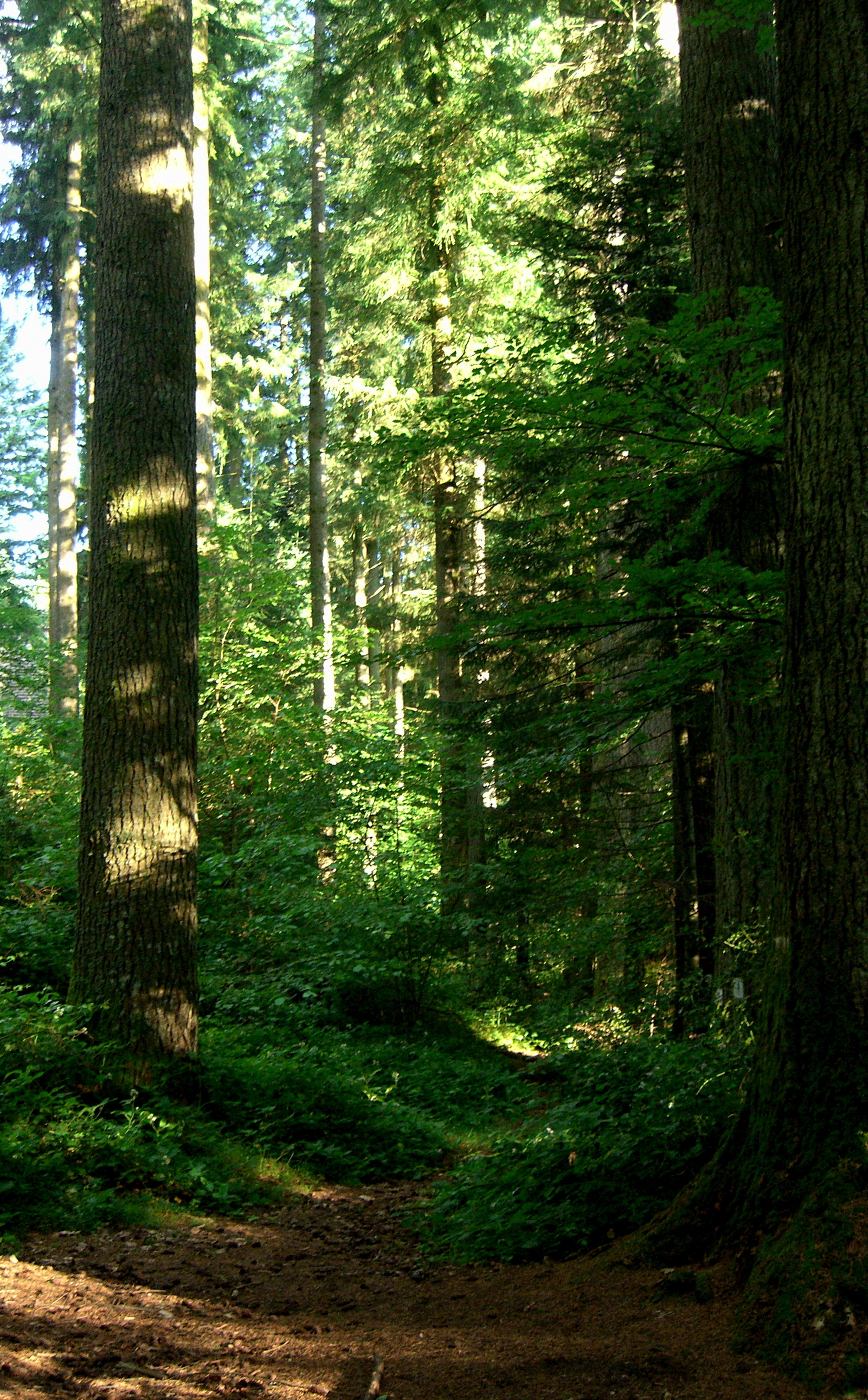
La douglaseraie de Les Farges

En cuanto a la vegetación potencial, predomina el haya, por delante de la serie del roble común, y en menor medida del roble albar. Emblema regional, el castaño está casi ausente del territorio de la meseta, raro por encima de los 500 m de altitud.
Desde mediados del siglo XX, con el abandono de las tierras de cultivo y páramos, y en ocasiones sobre áreas boscosas de madera dura, se ha producido una reforestación masiva y artificial de maderas blandas en la meseta. Si el pino silvestre estuvo inicialmente presente en el Lemosín, especies americanas como el abeto de Vancouver, el abeto de Douglas o la pícea de Sitka son ahora recurrentes en el paisaje.
La meseta de Millevaches es un área donde todavía existen páramos (especialmente páramos de brezo) en algunos lugares, incluso si la reforestación y las tierras en barbecho los han erosionado en gran medida.

### Fauna

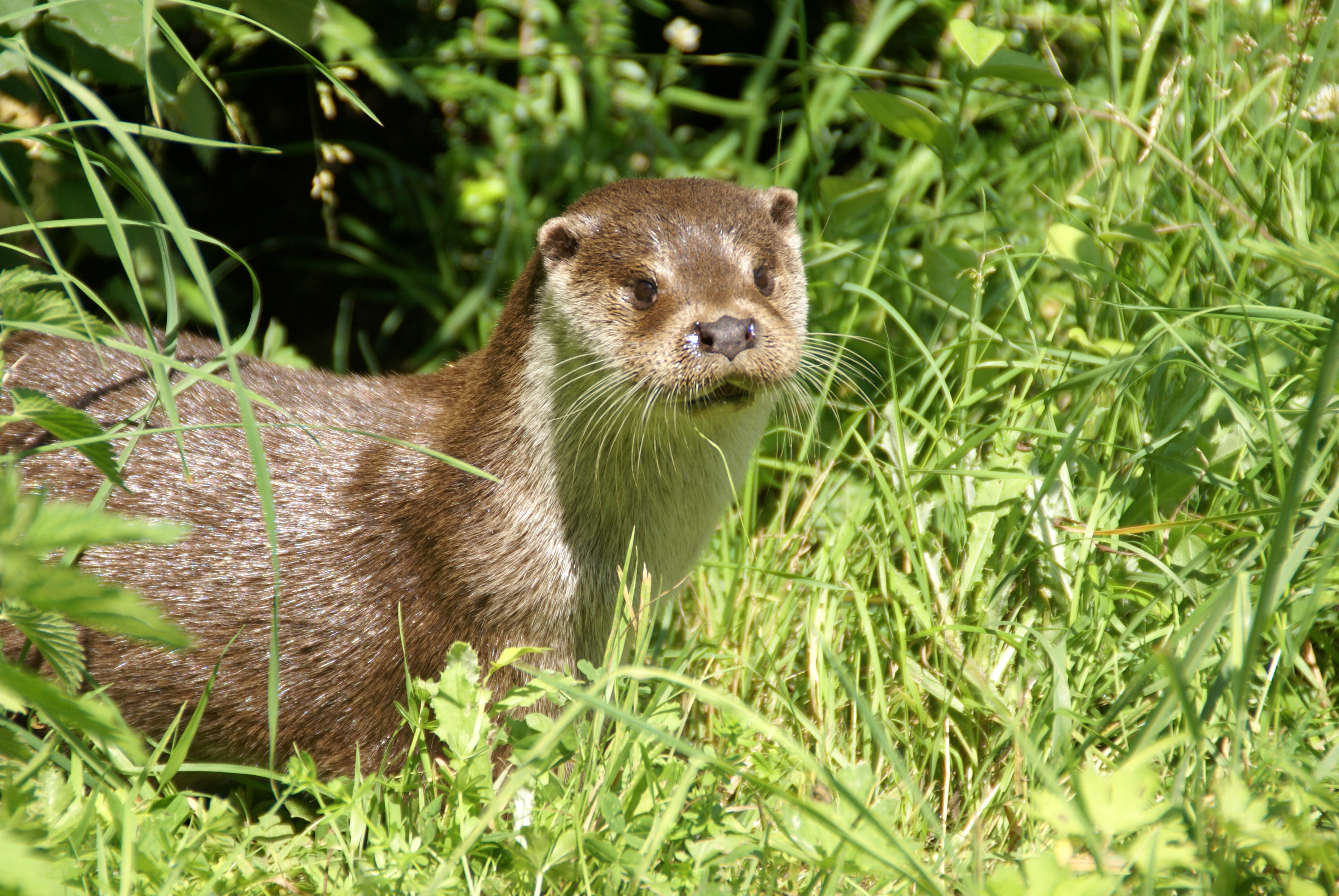
Discreta pero en aumento, la nutria europea es un animal emblemático del altiplano.

Los humedales albergan una fauna rica, específica y frágil. Entre los reptiles, la lagartija vivípara o lagartija roquera. Las zonas de especial protección resultantes de la Directiva de Aves y que forman parte de la Red Natura 2000, albergan numerosas especies de murciélagos ( grandes murciélagos, y aves (incluidas varias rapaces), mirlo acuático, alcaudón gris, milano negro, gavilán, aguilucho pálido, chotacabras europeo, bisbita de las praderas, herrerillo común o águila culebrera, comunes en toda Europa. Varios insectos son monitoreados por su rareza y fragilidad, como el doncella de ondas rojas  o varias libélulas como el Sympetrum danae o la Somatochlora. Entre los mamíferos, la rata de agua o la liebre común.
Difícil de observar pero viendo aumentar su número después de haber casi desaparecido, la nutria europea es un símbolo de la meseta de Millevaches, representado en el logotipo oficial del parque natural regional.

### Protección del entorno natural

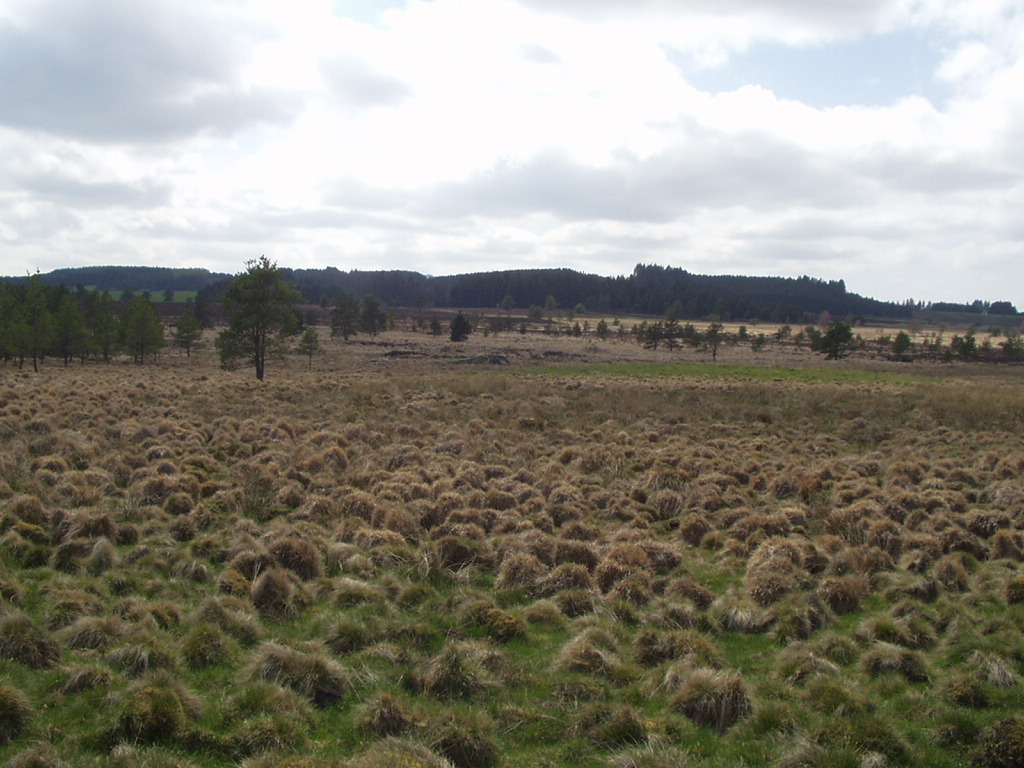
La turbera de Longéroux es un lugar natural emblemático de la región, del parque natural regional y de la meseta, gestionado por el conservatorio regional de espacios naturales de Limousin, amparo de la ZEPA de la meseta de Millevaches. Es uno de los 28 lugares de mayor interés ecológico del PNR.

Varias leyes regulan la gestión de los espacios naturales considerados singulares y dignos de protección específica. Existen diferentes estados; en el territorio de la meseta de Millevaches, encontramos:
- Espacios clasificados de la red Natura 2000 de interés comunitario, cuyos objetivos son la protección del patrimonio natural y la biodiversidad. Los situados en el territorio del parque natural son directamente cogestionados por éste.
- Espacios naturales de interés ecológico, faunístico y florístico gestionados por los departamentos regionales de medio ambiente, planificación y vivienda en asociación con varias organizaciones como la oficina forestal nacional, la oficina francesa de biodiversidad o el Conservatoire du littoral, actores en la preservación del medio ambiente dentro del PNR.
- Desde " sitios con litoral», en este caso lagos, adquiridos y coordinados por el Conservatoire du littoral que delega su gestión en varios organismos.
- Reservas naturales nacionales y reservas naturales regionales clasificadas por el Estado a través del Ministerio de Medio Ambiente para las primeras, por la Región para las demás, pero gestionadas por varios organismos según el caso bajo la coordinación de la ONG Réserves Naturelles de France .

Cabe señalar que el Conservatorio Regional de los Espacios Naturales de Limousin (CRENL), que también gestiona la reserva nacional de la turbera de Dauges, en las montañas de Ambazac, también es responsable de la protección de entornos como la turbera de Longéroux, los más grandes de Limousin, ya están protegidos por la red Natura 2000. En general, el CRENL se ocupa de varios sitios de tamaño variable en el territorio del PNR.

#### El parque natural comarcal
Un parque natural regional en Francia es una agrupación de municipios, clasificada como zona protegida, cuyo ámbito de competencia es la protección del patrimonio natural y cultural. Desde la creación de este estatus, se ha hecho hincapié en el desarrollo sostenible y la concienciación sobre la naturaleza, más que en una forma estricta de protección de la misma. De hecho, el PNR no tiene ningún poder coercitivo, sino que se basa en una carta aprobada por todos los socios. El parque natural regional de Millevaches, en Lemosín, fue creado por decreto de 18 de mayo de 2004 y abarca 113 municipios y una superficie de 300.000 hectáreas con 38.000 habitantes. Desde 2018, una nueva carta ha permitido ampliarlo a 124 municipios, el parque estaba, en ese momento, poblado por 38.950 habitantes.

#### Red Natura 2000

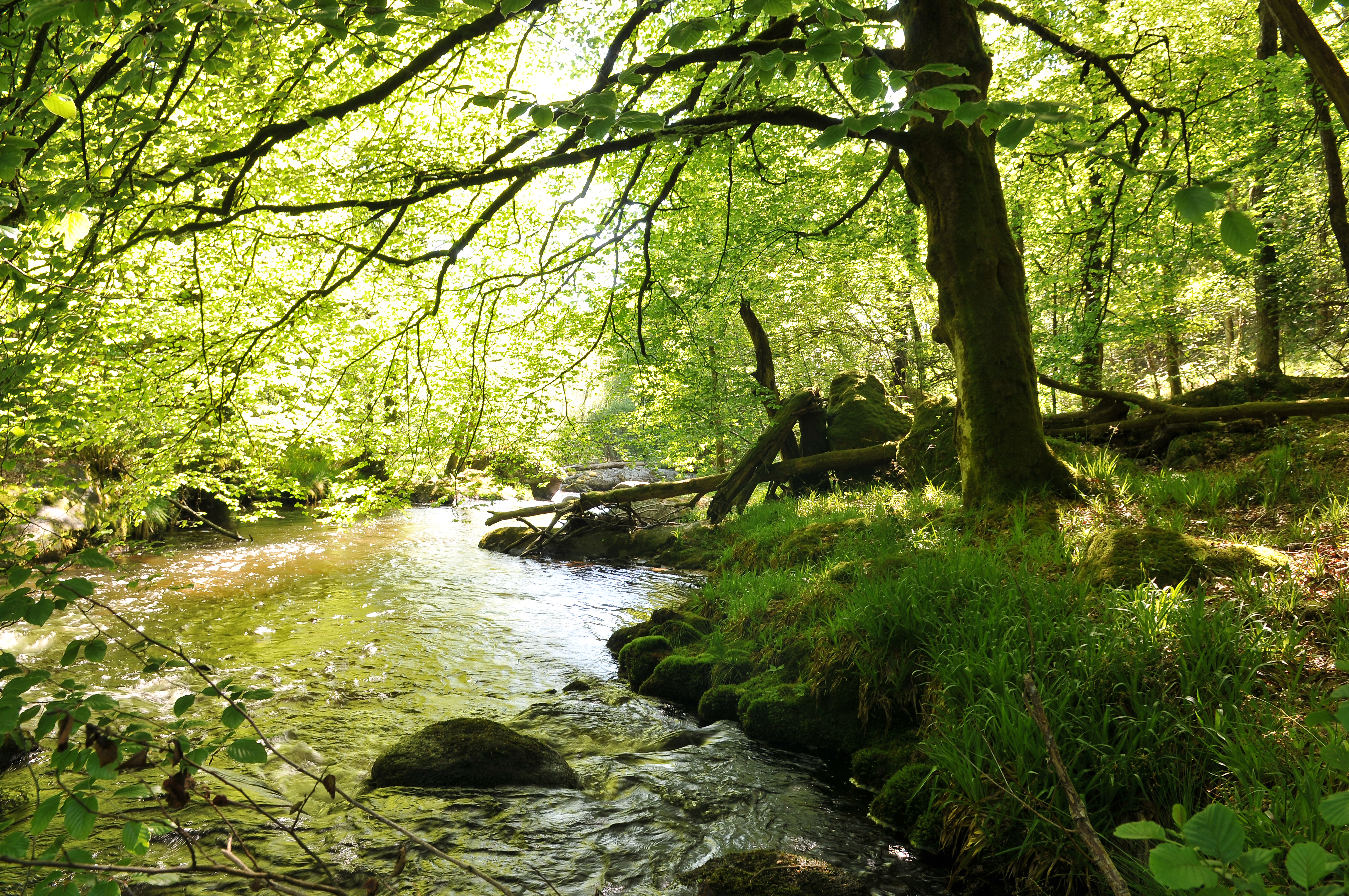
El valle superior del Vienne está protegido en una Zona de Especial Conservación, entre el nacimiento y aguas abajo del municipio de Saint-Léonard-de-Noblat.

Los lugares son Lugares de Interés Comunitario (LIC), nombre original de la propuesta, o Zonas Especiales de Conservación (ZEC), cuya designación es el último paso del proceso de designación. Las ZEC son complementarias a las Zonas de Especial Protección para las Aves, y las ZEC y las ZEPA son los últimos eslabones de la red Natura 2000.
El territorio de la meseta está incluido casi en su totalidad en el perímetro de una de las tres ZEPAs del Lemosín, la ZEPA de la Meseta de Millevaches, que abarca el 50% de Creuse, el 47% de Corrèze y el 3% de Haute-Vienne, entre 650 y 977 metros de altitud. Esta ZEPA contiene varios LICs o propuestas de LICs.

#### ZNIEFF
El altiplano alberga alrededor de 85 áreas naturales de interés ecológico, faunístico y florístico, algunas de las cuales se extienden a lo largo de dos o tres departamentos. Son unas cincuenta en Corrèze, unas treinta en Creuse, 5 en Haute-Vienne.

#### Sitios con litoral

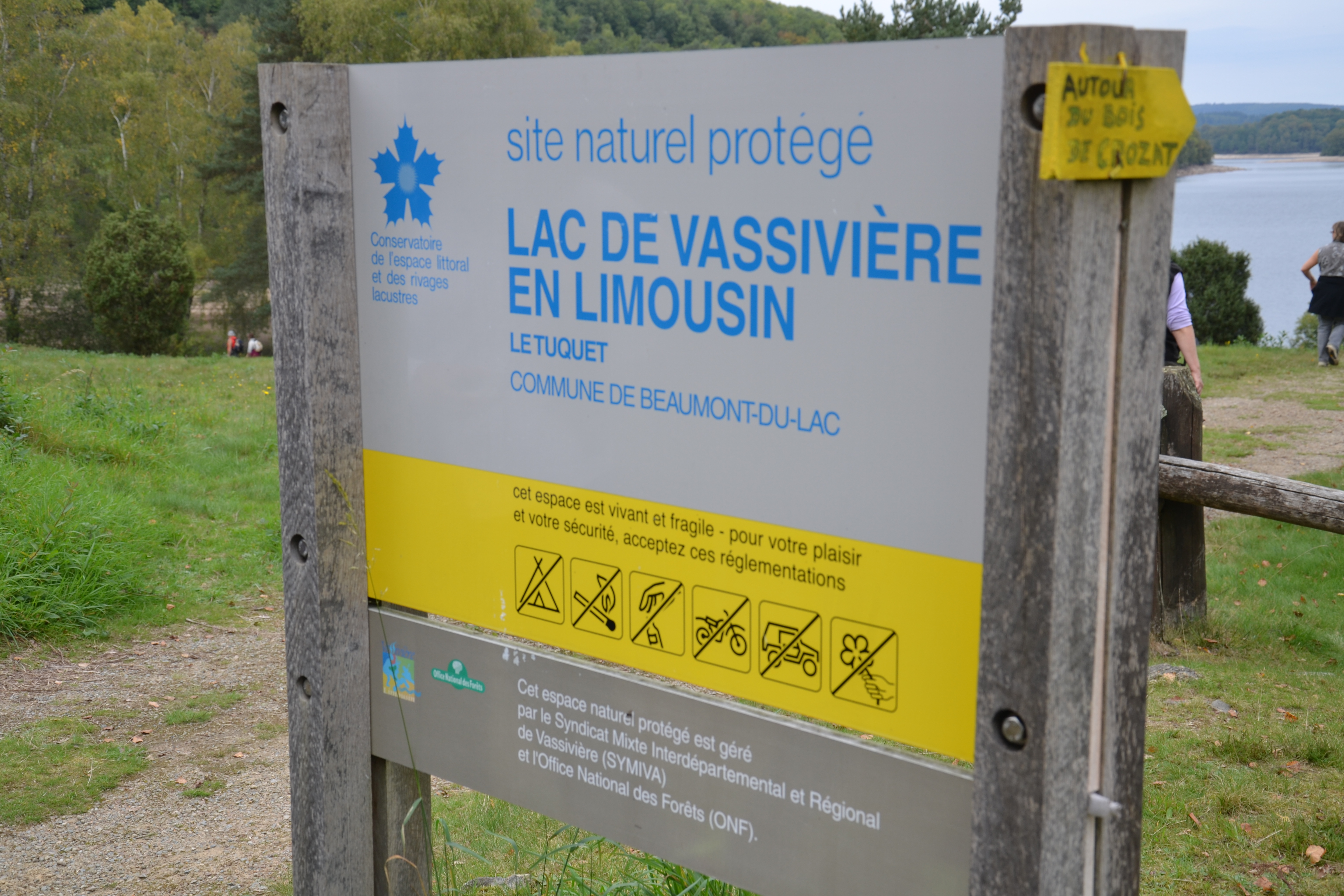
Orilla del lago Vassivière, en la ciudad de Beaumont-du-Lac, protegida por el Conservatoire du littoral.

El Conservatorio es responsable de varias costas lacustres francesas, además de muchas costas marítimas. Como propietario de zonas bien delimitadas, tiene un ámbito de intervención más amplio que le permite gestionar los humedales en su totalidad. En Lemosín, ha delegado la gestión de dos emplazamientos a orillas del lago Vassivière al sindicato mixto de Vassivière:
- El sitio de Soumeix ( 140 ha  ), en la ciudad de Royère-de-Vassivière (Creuse)
- El sitio Sous les chemins ( 114 ha), en la ciudad de Beaumont-du-Lac (Alto Vienne)

#### Las reservas naturales
No existe una reserva natural nacional dentro del parque natural de Millevaches en Limousin. Por otro lado, existen dos reservas regionales :
- La reserva natural regional del estanque de Coudert, en la ciudad de Saint-Rémy (Corrèze), que cubre 18 ha y contiene un hábitat de nutrias.[19]
- La reserva natural regional del Domaine de Gioux, en las localidades de Correze de Saint-Rémy y Sornac, se extiende sobre 66 ha  que comprenden entornos representativos de la región.[20]

El parque natural regional de Millevaches, en Lemosín, también ha definido 28 lugares de gran interés ecológico (SIEM), que se supone que "representan una "muestra" del notable patrimonio natural del territorio del Parque". Entre ellos se encuentran las turberas, los páramos, los estanques y los bosques.

## Historia
La historia de la meseta de Millevaches no puede estar determinada por los acontecimientos. Es más bien la historia de la ocupación humana de este exigente entorno debido a la dureza del clima y, hasta el siglo XIX, a la escasez, o incluso ausencia, de vías de comunicación. La agricultura y, sobre todo, la ganadería han seguido siendo las actividades dominantes hasta hoy.

### Orígenes y época antigua

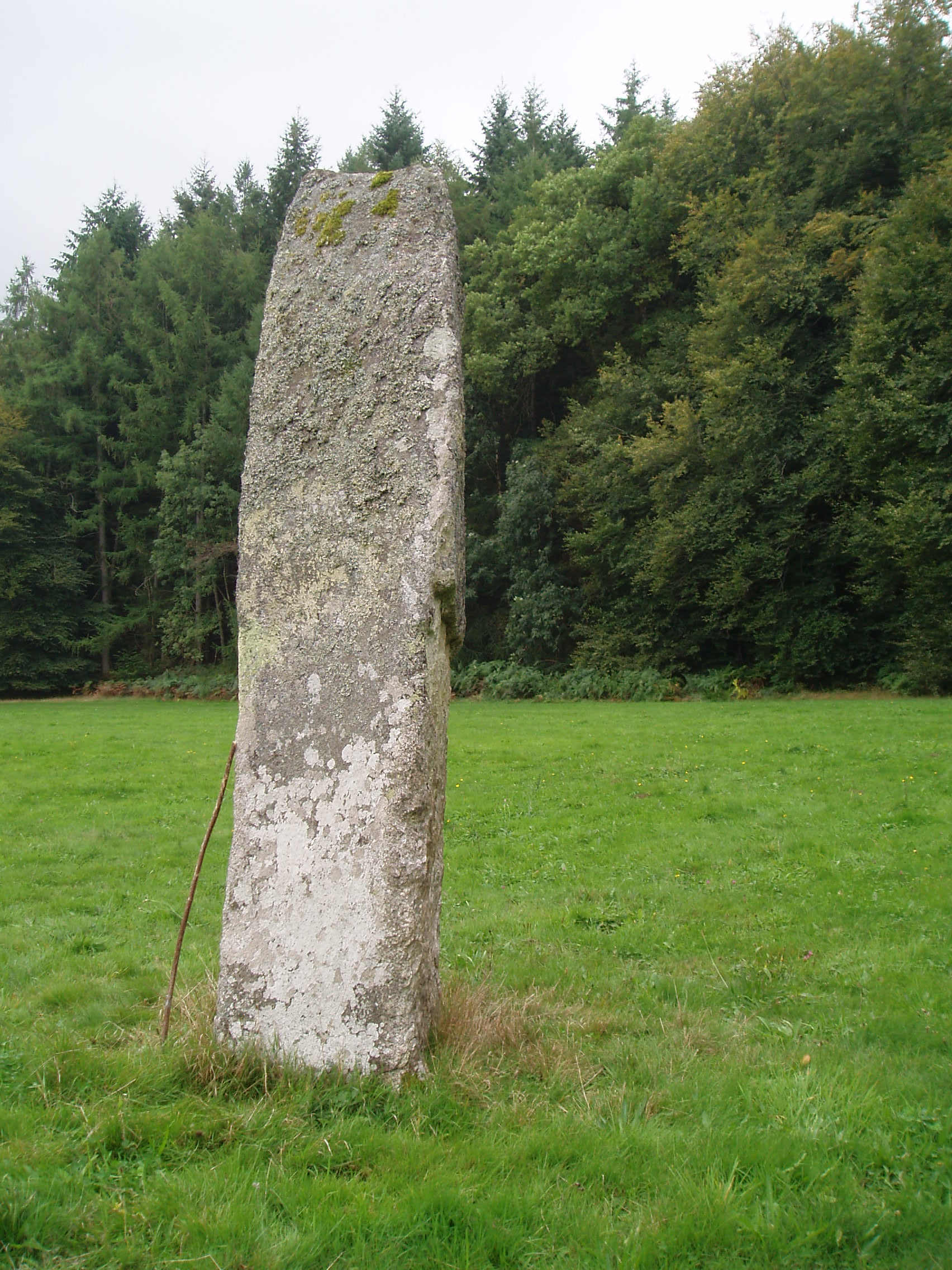
Menhir de Pierre Fitte en Saint-Quentin-la-Chabanne (Creuse).

Los primeros rastros de una presencia humana, que se remontan al Paleolítico medio, no son, por tanto, del todo significativos. Dan testimonio de campamentos temporales de cazadores-recolectores y no de un asentamiento duradero.
Según los análisis de polen realizados en las turberas, entre el 4000 y el 2000 a. C., los agricultores y ganaderos neolíticos se asentaron, pero sin un desbroce significativo. Algunos monumentos megalíticos pueden relacionarse con este periodo..
Ningún progreso significativo de la ocupación humana es perceptible en la Edad del Bronce (principios del II milenio VIII octavo siglo AV. J.-C. ).
En la Galia, la Segunda Edad del Hierro (a partir del siglo III a. C.) supuso un importante avance en la fabricación de herramientas agrícolas. Se considera que fue durante este periodo cuando se pusieron en marcha las herramientas esenciales que se encontrarían en nuestro campo hasta el siglo XIX, e incluso para la agricultura tradicional de la Meseta, hasta mediados del siglo XX. Fue sobre todo la aparición de la guadaña la que, al permitir un aumento considerable de las reservas de forraje, favoreció el desarrollo de la ganadería. A pesar de la dureza del clima, las nuevas herramientas permitieron el asentamiento permanente de agricultores y ganaderos, y a partir de entonces las huellas de la ocupación se hicieron verdaderamente significativas. La importancia de este desbroce está verificada por el análisis del polen, que sugiere un paisaje abierto dominado por los brezales en los periodos galo y galo-romano.
Numerosos testimonios de la Edad del Hierro, por lo tanto, salpican la meseta, como el túmulo de Plane (municipio de La Nouaille ) o el más antiguo de los túmulos de Tarnac.  En ese momento, la meseta formaba parte del territorio de la ciudad de Lémovices, pueblo de civilización celta que dejó su nombre tanto en Limoges como en Limousin. Es la parte más alta de la misma. Muchos otros túmulos salpican la meseta, en particular en Sornac, Saint-Setiers, Millevaches, Chavanac, Pérols-sur-Vézère, Bugeat, etc. Sin embargo, por falta de datación, parece difícil relacionarlos con la Edad del Hierro más que con el período galo-romano, como lo demuestra el escalonamiento cronológico de los túmulos de Tarnac, los más recientes de los cuales son del II al III siglo.

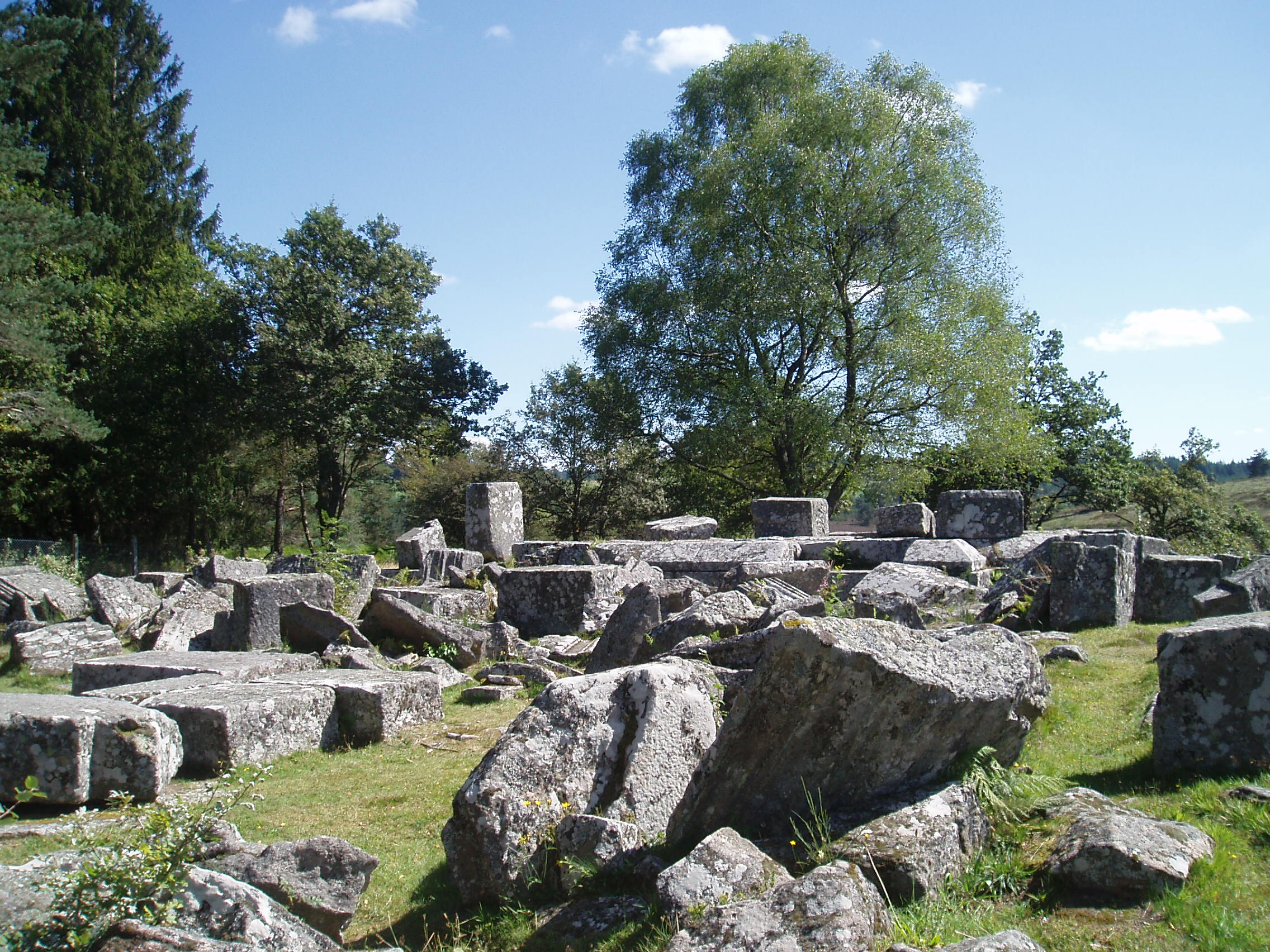
Las ruinas galorromanas de Les Cars.

De la época galo-romana quedan los restos de la residencia aristocrática de Les Cars y sus dos mausoleos en Saint-Merd-les-Oussines o, más modestamente, la villa romana (en realidad una simple granja de ovejas) de La Valette, en la comuna de Gioux. Cabe destacar que ambos lugares quedaron desiertos en la segunda mitad del siglo III. Este abandono parece afectar a toda la meseta y está vinculado a la inseguridad debida a las primeras incursiones germánicas en el Imperio Romano y a los desórdenes internos de éste. Además, durante este periodo coexistieron dos prácticas funerarias muy distintas: por un lado, se perpetuó la inhumación bajo túmulo y, por otro, existen múltiples testimonios de incineración. Esta convivencia queda por interpretar.

### Cristianización
Durante la Antigüedad tardía y la Alta Edad Media, la meseta no se convirtió en un desierto, como demuestran las supervivencias toponímicas celtas o galorromanas, que sólo podían mantenerse si estaban, si no habitadas, al menos regularmente frecuentadas. Así, Gioux, cuyo nombre deriva de Jovem (acusativo de Júpiter), Tarnac, derivado de la raíz celta taro (que cruza), Drouillat, derivado de uno de los nombres galos del roble, dervos. Además, ya en el siglo IX, el nombre de Tarnac aparece en las fuentes escritas como vicaria (subdivisión administrativa de un condado carolingio) y el de Sornac (topónimo de origen galorromano) está atestiguado a principios del siglo X. A finales del siglo X parece haberse establecido una red de parroquias muy amplias de varios miles de hectáreas cada una.

### Edad Media
Hacia el año 1000, los montes del Lemosín, es decir, la meseta, estaba dividida entre dos vizcondados, el de Aubusson al norte y el de Comborn al sur. El límite parece estar bastante cerca de la divisoria de aguas entre los afluentes del Loira y el Dordoña. Durante el siglo XI, el vizcondado de Comborn se subdividió y la antigua parte oriental se convirtió en el vizcondado de Ventadour.
La reocupación más masiva de la meseta se debió en gran parte a la instigación de las órdenes religiosas, los benedictinos, de la Chaise-Dieu, pero también, más tarde, de las órdenes militares, los Hospitalarios de San Juan de Jerusalén y los Templarios. Estos últimos fueron responsables de la creación de trece parroquias: Sainte-Anne, Bellechassagne, Chavanac, Comps, Courteix, La Vinadière, Boucheresse, Charrières, Féniers, Malleret, Le Mas-d'Artige, Monteil-Guillaume y Gentioux, esta última, según algunos, anterior a ellos. La arquitectura religiosa de esta época ha permanecido en forma de iglesias con campanario, típicas de las montañas del Lemosín.
Por otro lado, los vestigios o las atestaciones de arquitectura militar son extremadamente raros. Están situadas más bien en su periferia (antiguo castillo de Felletin, hoy desaparecido, murallas perimetrales de Eymoutiers, Egletons, Meymac, etc.). No obstante, podemos citar la fortaleza medieval de Puy Murat, en Tarnac, que controlaba el acceso a la montaña Limousin desde el oeste.
Durante la Guerra de los Cien Años, a pesar de su escaso interés estratégico, la meseta sufrió el ataque de Juan de Lancaster en 1373.

### Período contemporáneo

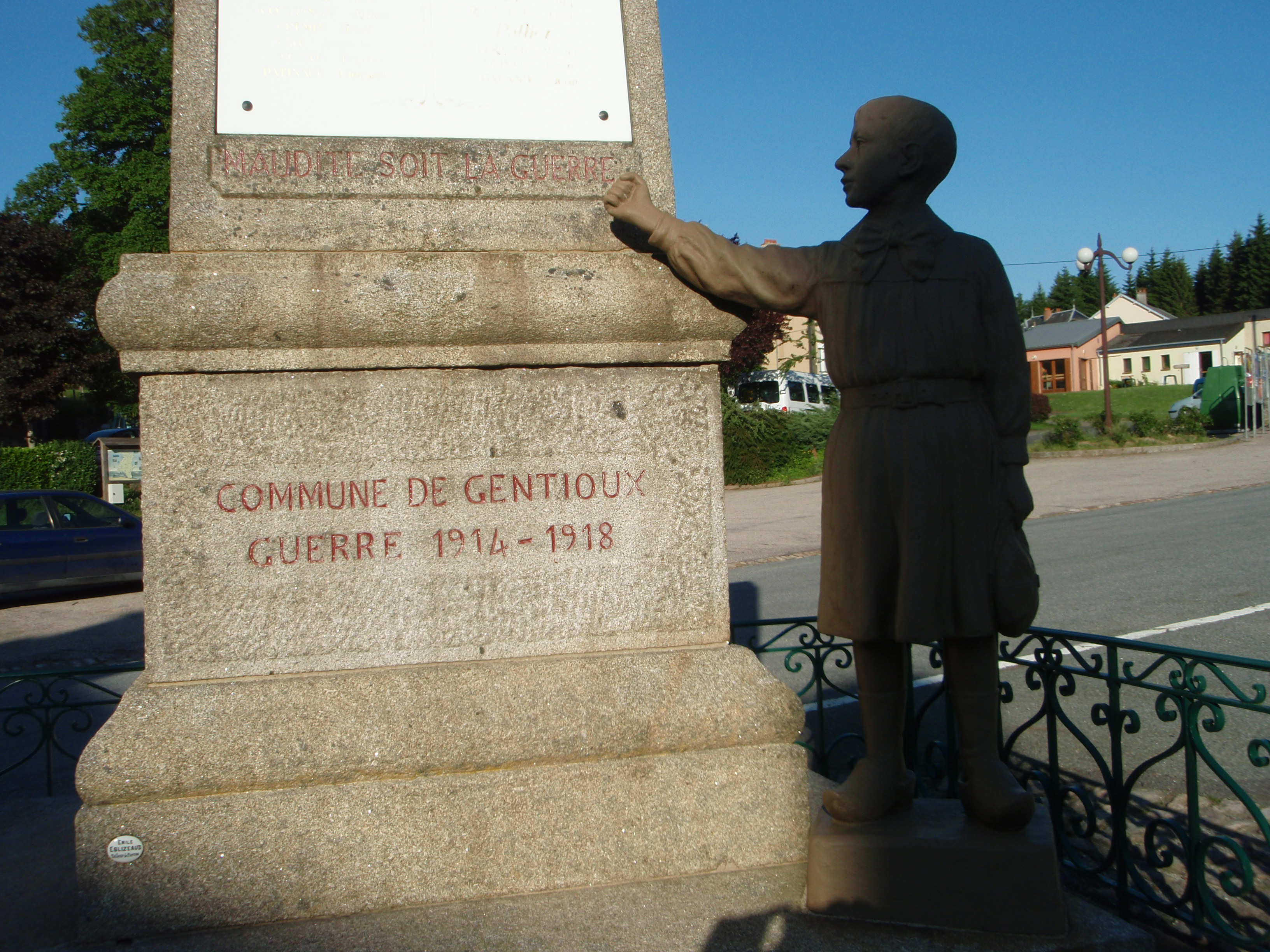
El memorial de guerra pacifista en Gentioux.

La evolución económica reciente de esta región no puede entenderse sin mencionar la considerable contribución financiera debida, a partir de 1840 aproximadamente, al desarrollo de la profesión de comerciante de vinos de Burdeos, agricultores que adquirían vinos, incluso prestigiosos, de los châteaux del Médoc, Saint-Emilion, Saint-Estèphe, etc., y que pasaban a venderlos a particulares de Normandía, el norte de Francia y Bélgica. En 1900, ciudades como Meymac (3.000 habitantes) contaban con varios centenares de négociants, que aportaron respetables fortunas a la región. Muchos de estos comerciantes se convirtieron en propietarios de châteaux, tanto de primera clase como de "grand cru bourgeois". Pero su actividad permitió un enriquecimiento del sector que sigue presente hoy en día por la importancia de las plantaciones de madera (abeto de Douglas entre otras) que llevaron a cabo y cuya explotación se ha convertido en esencial para la actividad de la meseta.

## Economía
En total, la meseta tenía 17.941 empleos en 2009.

### Agricultura

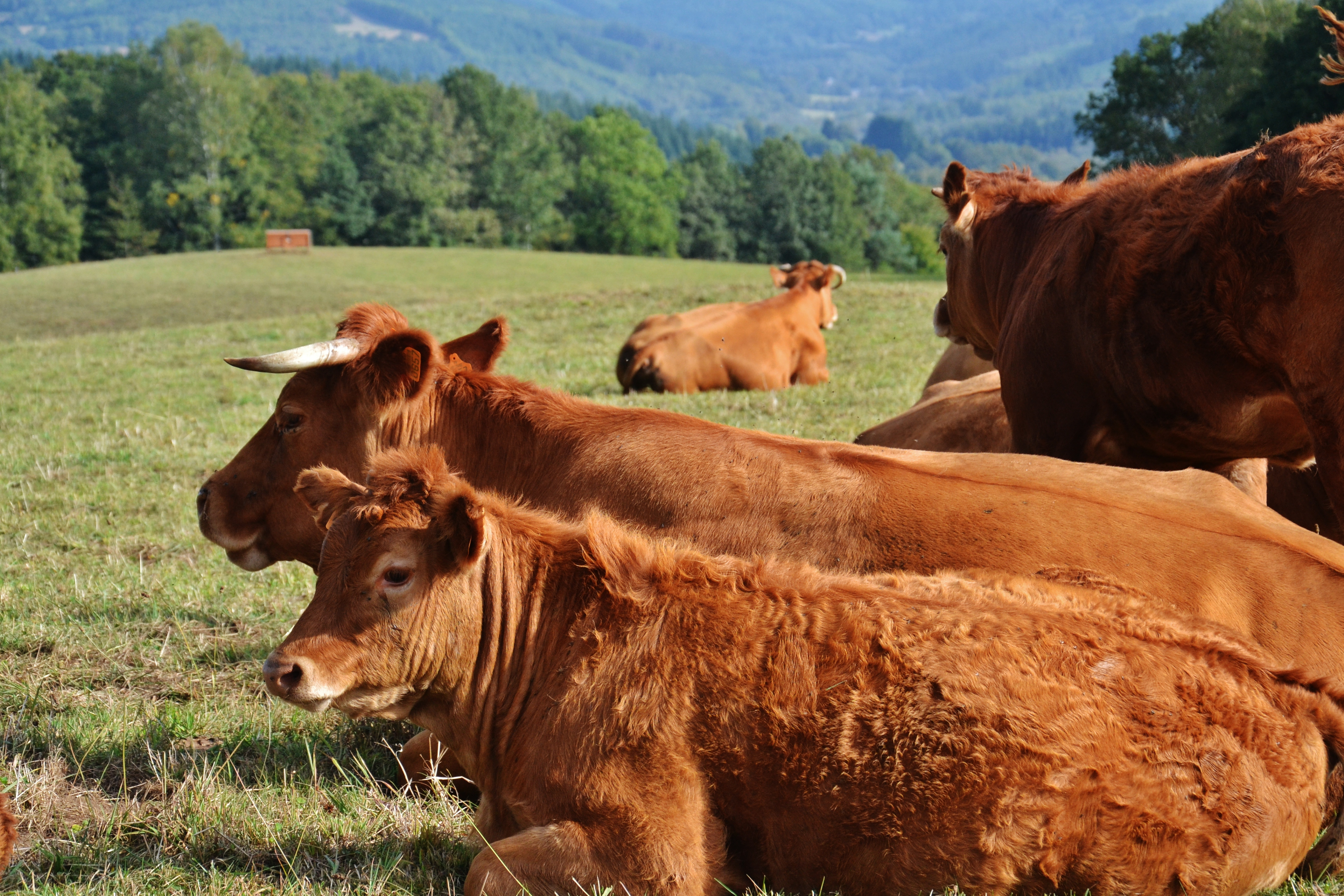
Limusinas.

En contra de la creencia popular, la meseta de Millevaches, muy rural, no es extremadamente agrícola: en 2009, el sector primario sólo empleaba al 9,0% de la población activa a través de algo menos de 1.000 explotaciones. No obstante, esta cifra es significativamente superior a las medias regional (6,0%) y nacional (3,0%).
El superficie agrícola útil promedio de las fincas es de 77 hectares, significativamente mayor que el promedio regional ( 44 ha ), lo que se explica por el menor número de fincas (área disponible relativamente grande, área forestal notoria que restringe las áreas agrícolas potenciales, pocos trabajadores agrícolas ). La SAU total aumentó en 2% entre 2000 y 2010.
La cría de carne de vacuno Limousin sigue siendo la actividad agrícola predominante, ya que es la orientación técnica y económica dominante de 57 de los 74 municipios de la meseta.
El territorio de la meseta está incluido casi en su totalidad en la pequeña región agrícola (PRA) Plateau de Millevaches. Algunas franjas pertenecen al noroeste y suroeste a la PRA Haut-Limousin, y al norte a la PRA Marche.

### Silvicultura

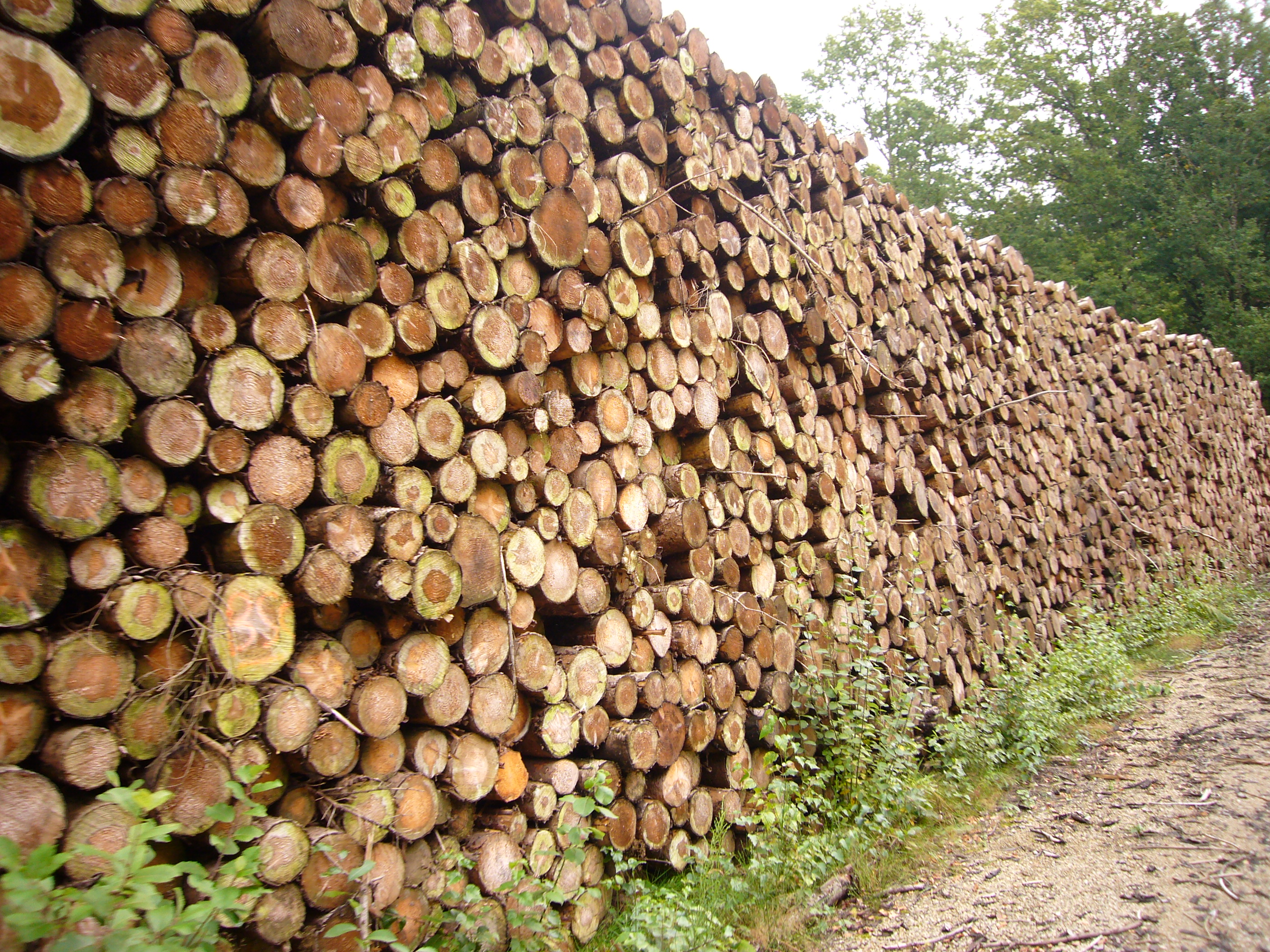
Troncos cerca de Nedde.

Con el bosque ocupando aproximadamente dos tercios del área de la meseta, la silvicultura es una actividad importante en el territorio, simbolizada por empresas especializadas en la fabricación de muebles (Ozoo en La Courtine, en el centro de madera de Tralebos en Égletons ) o (Maison Bois Limousin en Eymoutiers ).

### Industria
En 2009, el sector industrial empleaba a cerca del 15,5% de la población activa. El sector de la construcción emplea al 9,0%.

### Servicios
El 66,5% de la población activa trabaja en el sector servicios.